# Drimia basutica
Drimia basutica är en sparrisväxtart som först beskrevs av Edwin Percy Phillips, och fick sitt nu gällande namn av Ined. Drimia basutica ingår i släktet Drimia och familjen sparrisväxter. Inga underarter finns listade i Catalogue of Life.